# Alcides de Souza Faria Júnior
Alcides de Souza Faria Júnior, oder einfach Cidinho (* 28. Januar 1993 in Rio de Janeiro), ist ein brasilianischer Fußballspieler.

## Karriere

### Verein
Cidinho erlernte das Fußballspielen in der Jugendmannschaft von Botafogo FR in Rio de Janeiro. Hier unterschrieb er 2010 auch seinen ersten Profivertrag. 2013 gewann er mit dem Club die Campeonato Estadual da Série A de Profissionais und 2015 die Campeonato Brasileiro de Futebol – Série B. Nachdem sein Vertrag im Juni 2016 geendet hatte, war er bis Januar 2017 vertrags- und vereinslos. Im Januar 2017 wechselte er nach Frankreich. Der Drittligist Avenir Sportif Béziers nahm ihn für zwei Jahre unter Vertrag. Die Saison 2017/18 der dritten Liga schloss man mit der Vizemeisterschaft ab und stieg in die zweite Liga, die Ligue 2, auf. In der anschließenden Saison belegte man in der zweiten Liga den 19. Platz und man musste wieder den Weg in die Drittklassigkeit antreten. Ab dem Sommer 2019 war er ein Jahr vereinslos, ehe ihn AS Béziers erneut unter Vertrag nahm.

### Nationalmannschaft
Cidinho spielte 2011 zweimal für die brasilianischen U-20-Nationalmannschaft.

## Erfolge
Botafogo FR
- Campeonato Brasileiro de Futebol – Série B

Sieger: 2015
- Campeonato Estadual da Série A de Profissionais

Sieger: 2013
2. Platz: 2012, 2015, 2016
Avenir Sportif Béziers
- National (D3)

2. Platz: 2017/2018